# Bacchante met een aap
Bacchante met een aap is een schilderij van de Nederlandse kunstschilder Hendrick ter Brugghen, olieverf op doek, 102,9 x 89,2 centimeter groot, gemaakt in 1627. Het toont een aangeschoten vrouw te midden van symbolen van losbandigheid, waaronder een aap. Het werk bevindt zich in de collectie van het Getty Center te Los Angeles.

## Context
Ter Brugghens schilderij Bacchante met een aap behoort tot een specifiek genre dat in de eerste helft van de zeventiende eeuw erg populair was onder de Utrechtse caravaggisten: tronieachtige halffiguren in een caravaggeske stijl waarbij het vooral ging om het weergeven van een specifieke expressieve gezichtsuitdrukking of emotie, vaak in een sterk clair-obscur. Doorgaans stonden bijzondere types model, volkse drinkers, marskramers, muzikanten of vrouwen van lichte zeden. Voorgangers van het genre kunnen worden gevonden zowel onder Noord-Nederlandse schilders als Lucas van Leyden en Marinus van Reymerswale, de Zuid-Nederlandse schilder Quinten Massijs (I), als onder Noord-Italiaanse schilders, met wier werken de Utrechtse caravaggisten, onder wie Ter Brugghen zelf, tijdens langdurige verblijven in Italië hadden kennisgemaakt. Naast Caravaggio kunnen wat dat betreft Jacopo Bassano, Dosso Dossi en Lorenzo Lotto worden genoemd.

## Afbeelding

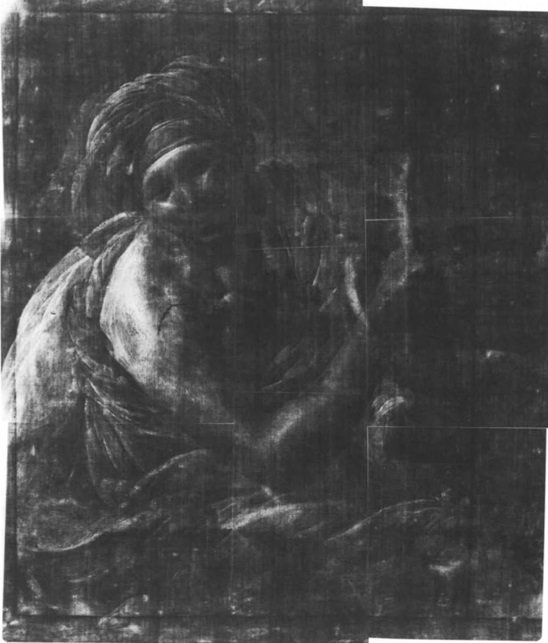
Röntgenfoto die aantoont dat de aap aanvankelijk niet was toegevoegd.

Ter Brugghen portretteert volgens de titel van het werk een bacchante, een volgster van Bacchus, god van de wijn. Druiven en draperieën zijn hier te zien als aperte verwijzingen. Toch is al snel duidelijk dat het in werkelijkheid geen godin is die wordt afgebeeld, maar een alledaagse aangeschoten slonzige vrouw uit de omgeving van de schilder. Ze houdt haar lichaam licht gedraaid en buigt ietsje voorover. Bijna scheel van dronkenschap richt ze haar ogen op de kijker, een rode blos op haar wangen en een brede, liederlijke grijnslach op haar gezicht. De losse gewaden, die theatraal en pathetisch om haar heen hangen, refereren aan een klassieke context. Het "decolleté" laat weinig te raden over. Haar ronde borsten worden provocatief en schaamteloos getoond. In haar rechterhand houdt ze een tros druiven die ze uitknijpt in een gouden drinkschaal. Links voor haar zit een aapje dat deze handeling nadoet. De aap, die alles nabootst, kan gezien worden als een allegorische en moralistische waarschuwing tegen bandeloosheid en excessief drinken: doe dit niet ook! Apen werden al sinds de middeleeuwen geassocieerd met dronkenschap en waren soms te zien op werken die Bacchus afbeeldden. Naast de aap liggen een walnoot en een peer, beide ook met een negatieve symboliek: apen worden gelokt met noten, peren hebben de eigenschap snel te rotten.

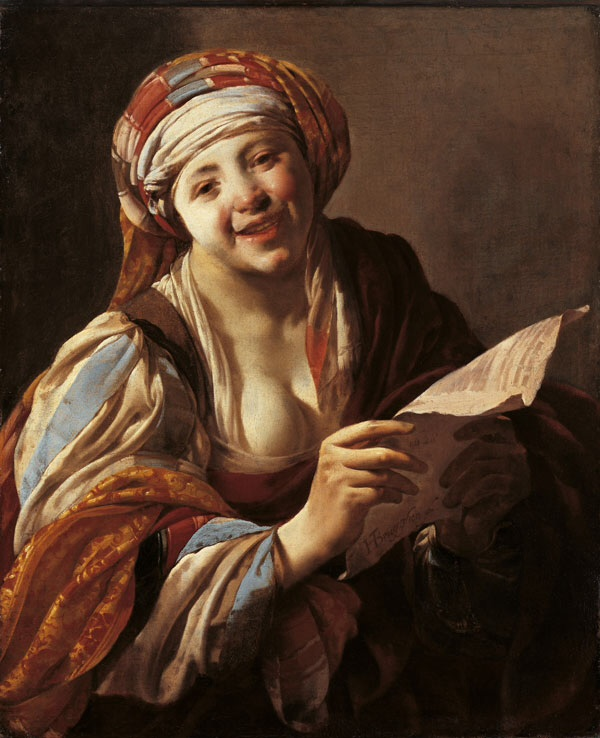
Jonge vrouw zingt vanaf een blad, 1628, 78,9 x 65,5 cm, Kunstmuseum Basel

Stilistisch valt het werk op door een harmonische compositie, zowel in het beeldvlak als qua kleurgebruik. Ter Brugghen heeft uitgebreid geschaafd aan de contouren van met name de kledingstukken, die met de rechterarm en de houding van de bacchante een soort van cirkelbeweging creëren. Het werk lijkt nauw verwant aan een ander schilderij van Ter Brugghen uit dezelfde periode, Jonge vrouw zingt vanaf een blad, met hetzelfde model. De verwantschap tussen deze twee werken doet vermoeden dat ze mogelijk deel hebben uitgemaakt van een reeks werken die de vijf zintuigen moeten hebben verbeeld, in het hier besproken werk de smaak (drank), in het portret met de zangeres het gehoor (muziek). Deze interpretatie, die vooral aan genot en plezier refereert, staat echter op enigszins gespannen voet met de eerder aangehaalde moralistische duiding. Niet ondenkbaar is echter dat Ter Brugghen beide aspecten heeft willen belichten. Die laatste mogelijkheid wordt onderstreept door röntgenonderzoek, waaruit bleek dat de aap, tafel, peer en walnoot pas later werden toegevoegd. Wellicht was het aanvankelijk als een vrolijk werk bedoeld en heeft Ter Brugghen er later een morele waarschuwing aan willen verbinden, de kijker de keuze latend in hoeverre hij deze ter harte wil nemen.
Ter Brugghen signeert het werk rechtsonder bij de voet van de drinkbeker en dateert het op 1627, twee jaar voor zijn dood.